# Robert Olive
Robert Olive, né le 16 juillet 1950 à Villemolaque (Pyrénées-Orientales), est un homme politique français.

## Biographie
Robert Olive est issu d'une famille d'exploitants agricoles de Saint-Féliu d'Amont.
Suppléant de Ségolène Neuville et maire de Saint-Féliu-d'Amont, il devient député lorsque celle-ci devient secrétaire d'État dans le gouvernement Valls. Il est également président de la communauté de communes de Roussillon Conflent.
En 1999, Robert Olive fait partie des maires ayant signé la pétition contre le pacte civil de solidarité. 
Robert Olive a formellement démenti cette information par un courrier adressé à l'association « Pro-Choix », dans lequel il déclare ne s'être jamais opposé au Pacs, n'avoir jamais signé quelconque pétition ou apposé son nom à un tel document. Il a déclaré avoir toujours été en faveur du Pacs, et, plus tard, en faveur du projet de loi ouvrant le mariage aux couples de même sexe[réf. nécessaire].
En mars 2015, il est élu conseiller départemental du canton de la Vallée de la Têt en tandem avec Damienne Beffara,,.

## Mandats
- depuis 1995 : Maire de Saint-Féliu-d'Amont[8],[9],[10]
- 2014-2017 : Député de la 3e circonscription des Pyrénées-Orientales
- 2015-2021 : Conseiller départemental du canton de la Vallée de la Têt